# Рузыбаев, Дамир Салиджанович
Дамир Салиджанович Рузыбаев (узб. Roʻziboyev Damir Solijonovich; 16 апреля 1939, Самарканд) — советский и узбекский скульптор, живописец, график. Заслуженный деятель искусств Узбекской ССР (1985).

## Биография
Дамир Рузыбаев родился 16 апреля 1939 года в Самарканде. В 1954 году поступил в Ташкентское художественное училище (ныне Республиканский художественный колледж имени Бенькова), окончил его в 1959 году. Учился у П. П. Мартакова, большое влияние на него также оказал известный художник А. Н. Волков. С 1959 по 1961 год работал на керамическом заводе, в 1961—1965 годах — в Институте искусствознания в Ташкенте. Принимал участие в археологических экспедициях, изучал народное творчество. В 1988—1997 годах — директор Государственного музея искусств Узбекистана. В 1986 году открыл детскую художественную студию и стал там преподавать.
На творчество Рузыбаева сильное влияние оказало узбекское художественное наследие, национальность его творчества выражалась уникальным образом (рельефы, украшающие стены здания аэропорта Навои, 1985). Рузыбаев выполнил ряд портретов («Мыслитель» с изображением Бируни, шамот, 1979; «Художник И. В. Савицкий», бронза, 1980 и другие), произведений, изображающих представителей народа и их быт («Бабушка и внучка», шамот, 1975; «Девушка из Сайрама», шамот, 1978 и другие.). Символические образы (в том числе «Королева Навруза», 2001 и другие) и образы птицы Симург занимают особое место в творчестве Рузыбаева: «Свадьба» (шамот, 1977), «Певица» (шамот, 1982), «Музыка» (бронза, 1988) и другие.
Произведения Рузыбаева хранятся в Государственном музее Востока, в Государственной Третьяковской галерее, Государственном музее искусств Узбекистана, Государственном музее искусств имени И. В. Савицкого в Нукусе.